# Ramosella
Ramosella är ett släkte av insekter. Ramosella ingår i familjen hornstritar.
Kladogram enligt Catalogue of Life:
| Ramosella | \| \| Ramosella dominicensis \| \| \| \| \| \| Ramosella thalli \| \| \| \| |
|           | \| \| Ramosella dominicensis \| \| \| \| \| \| Ramosella thalli \| \| \| \| |
|           | Ramosella dominicensis                                                      |
|           |                                                                             |
|           | Ramosella thalli                                                            |
|           |                                                                             |